# Peine de mort dans l'État de Washington
La peine de mort dans l’État de Washington a été abolie le 11 octobre 2018 par la Cour Suprême de l’état.  C’est le 20e État américain à abolir la peine de mort.  

## Histoire
Avant son abolition, l’état procéda à ses deux dernières exécutions par pendaison en 1993 et 1994, après avoir observé un moratoire de 30 ans. Il est encore actuellement le seul État américain à pouvoir mettre en œuvre cette méthode d'exécution, pour les condamnés qui en font la demande. Cependant, l'injection létale fut utilisée pour les dernières exécutions qui eurent lieu dans l'État de Washington.
C'est également, avec l'Oregon voisin, l'une des deux seules juridictions au monde où cohabitent les deux formes de mort légale que sont la peine de mort et le suicide assisté. Cinq condamnés à mort ont été exécutés dans cet État entre 1993 et 2010, dont deux par pendaison et un seul sans l'avoir voulu en ne faisant pas appel (Campbell). Huit condamnés à mort était incarcérés avant l'abolition, les exécutions avait lieu juste après minuit en présence d'environ quatorze témoins dont des membres de la famille de la victime, des enquêteurs et les médias,.
En 2008 et 2009, trois condamnés ayant épuisé le processus judiciaire ont reçu un ordre d'exécution, et ont tous trois obtenu un sursis pour examiner la méthode d'exécution par injection létale. Un juge a par la suite ordonné que l'on publie les compétences des exécuteurs, provoquant leurs démissions de crainte que l'on arrive à les identifier à partir des éléments du protocole d'exécution. Les avocats de la défense avaient pourtant demandé que le juge lise le protocole en privé, sans que l'identité des exécuteurs ne soit révélée. L'administration pénitentiaire a par la suite annoncé qu'elle ferait le nécessaire pour constituer une nouvelle équipe d'exécution, et qu'elle a déjà pris contact avec d'autres États dans l'éventualité qu'ils leur envoient leurs propres exécuteurs.
En mars 2009, l’État a annoncé qu'il allait devenir le deuxième à appliquer le protocole à un produit originaire de l'Ohio, sauf pour les condamnés préférant celui à trois produits (voir l'article injection létale). En septembre 2010, il a été procédé à la première exécution depuis 9 ans, celle de Cal Coburn Brown pour le meurtre, le viol et la torture de Holly Washa.

## Exécutions entre 1975 et 2018
Les exécutions avaient lieu à Walla Walla, au pénitencier d'État de l'État de Washington.
| # | Criminel          | Date              | Méthode(s)       | Crime(s)                                                                              | Gouverneur         |
| - | ----------------- | ----------------- | ---------------- | ------------------------------------------------------------------------------------- | ------------------ |
| 1 | Westley Dodd      | 5 janvier 1993    | Pendaison        | Meurtre en 1989 de trois enfants âgé de quatre à onze ans après les avoir violés.     | Booth Gardner      |
| 2 | Charles Campbell  | 27 mai 1994       | Pendaison        | Meurtre en 1982 de trois personnes dont une fillette de huit ans.                     | Mike Lowry         |
| 3 | Jeremy Sagastegui | 13 octobre 1998   | Injection létale | Meurtre en 1995 de trois personnes dont celui d'un enfant de trois ans qu'il a violé. | Gary Locke         |
| 4 | James Elledge     | 28 août 2001      | Injection létale | Meurtre en 1998 d'une femme en la poignardant après l'avoir violée.                   | Gary Locke         |
| 5 | Cal Brown         | 10 septembre 2010 | Injection létale | Meurtre en 1991 d'une femme en l'égorgeant après l'avoir torturée et violée.          | Christine Gregoire |

Avant l'abolition en 2018, le couloir de la mort de l'État de Washington comptait huit condamnés. Entre 1975 et 2018, neuf condamnés ont été graciés dans l'état de Washington.